# Četinaši
Četinaši (lat. Zygentoma), red malenih beskrilnih kukaca iz podrazreda kudravaca (Thysanura) kojemu pripadaju tri porodice s brojnim vrstama. Ime su dobili po tri dugačke repne četine, za koje se smatra da su ostaci rudimentarnih nogu. Narastu od 4 do 11 milimetara, tijela su im izdužena a oči malene i sastavljene.
Četinaši su rasprostranjeni širom svijeta, često po domaćinstvima pa se mogu naći u podrumima, kupatilima, garažama i tavanima, a aktivni su uglavnom noću. Najpoznatije vrste su šećerni četinaš (Lepisma saccharina), koji se hrani materijama koje u sebi sadrže polisaharide kao sto su škrob i dekstrin. Šećerni četinaš zagađuje hranu ali ne prenosi bolesti. Druga poznata vrsta je zapećni četinaš (Thermobia domestica) kojega je otkro američki entomolog i paleontolog Alpheus Spring Packard 1873. godine. Ova vrsta zadržava se uz peći po pekarnicama, i treća vrsta je mravlji četinaš (Atelura formicaria) koji živi po mravinjacima.

## Podjela
†Lepidotrichidae Silvestri 1913
- †Lepidothrix Menge 1854

Tricholepidiidae
- Genus Tricholepidion[2]

Lepismatidae
- Potporodica Ctenolepismatinae
  - Genus Ctenolepisma Escherich, 1905
  - Genus Thermobia Bergroth, 1890
- Potporodica Heterolepismatinae
  - Genus Allacrotelsa Silvestri, 1935
- Potporodica Lepismatinae
  - Genus Lepisma Linnaeus, 1758
  - genus Neoasterolepisma Mendes, 1988
  - Tricholepisma Paclt, 1967
- genus Acrotelsa Escherich, 1905
- genus Acrotelsella Silvestri, 1935
- genus Anisolepisma Paclt, 1967
- genus Heterolepisma Escherich, 1905
- Genus Leucolepisma Wall, 1954
- Genus Mirolepisma Silvestri, 1938
- Genus Prolepismina Silvestri, 1940
- Genus Stylifera Stach, 1932

Nicoletiidae
- Potporodica Atelurinae Remington, 1954
  - genus Allatelura Silvestri, 1947
  - genus Allonychella Silvestri, 1918
  - genus Anarithmeus Paclt, 1963
  - genus Archeatelura Mendes, 1997 †
  - genus Assmuthia Escherich, 1906
  - genus Atelura Heyden, 1855
  - genus Atelurina Wygodzinsky, 1943
  - genus Atelurodes Silvestri, 1916
  - genus Ateluropsis Wygodzinsky, 1970
  - genus Attatelura Wygodzinsky, 1942
  - genus Bharatatelura Mendes, 1993
  - genus Cephalocryptina Mendes, 1986
  - genus Congoatelura Mendes, 1996
  - genus Cryptocephalina Silvestri, 1908
  - genus Cryptostylea Mendes, C. Bach de Roca & M. Gaju-Ricart, 1992
  - genus Crypturella Silvestri in Escherich, 1911
  - genus Dionychella Silvestri, 1918
  - genus Dodecastyla Paclt, 1974
  - genus Ecnomatelura Wygodzinsky, 1961
  - genus Gastrotheellus Silvestri, 1942
  - genus Gastrotheus Casey, 1890
  - genus Goiasatelura Wygodzinsky, 1942
  - genus Grassiella Silvestri, 1898
  - genus Heterolepidella Silvestri, 1908
  - genus Heteronychella Mendes, 2001
  - genus Lasiotheus Paclt, 1963
  - genus Lepidotriura Paclt, 1963
  - genus Luratea Mendes, 1988
  - genus Machadatelura Mendes, 1998
  - genus Mesonychographis Silvestri, 1908
  - genus Nipponatelura Uchida, 1968
  - genus Nipponatelurina Mendes & Machida, 1994
  - genus Olarthrocera Silvestri, 1908
  - genus Olarthroceroides Mendes, 2002
  - genus Pauronychella Silvestri, 1918
  - genus Proatelura Silvestri, 1921
  - genus Proatelurina Paclt, 1963
  - genus Protonychella Mendes, 2001
  - genus Pseudatelurodes Mendes, 1993
  - genus Pseudogastrotheus Mendes, 2003
  - genus Rasthegotus Mendes, 2001
  - genus Santhomesiella Mendes, 1988
  - genus Trichatelura Silvestri, 1932
  - genus Trichotriura Silvestri, 1918
  - genus Trichotriurella Mendes, 2002
  - genus Trichotriuroides Mendes, Bach de Roca, Gaju-Ricart & Molero-Baltanás, 1994
  - genus Wygodzincinus Paclt, 1963
- Potporodica Atopatelurinae
  - genus Arabiatelura Mendes, 1995
  - genus Atopatelura Silvestri, 1908
  - genus Australiatelura Mendes, 1995
- Potporodica Coletiinae Mendes, 1988
  - genus Coletinia Wygodzinsky, 1980
  - genus Lepidospora Escherich, 1905
- Potporodica Metriotelurinae
  - genus Allomorphura Silvestri, 1916
  - genus Allomorphuroides Mendes, 1989
  - genus Comphotriura Paclt, 1963
  - genus Metriotelura Silvestri, 1916
  - genus Petalonychia Silvestri, 1908
  - genus Platystylea Escherich, 1906
- Potporodica Cubacubaninae (Nicoletiinae Escherich, 1905
  - genus Allonicoletia Mendes, 1992
  - Genus Anelpistina Silvestri, 1905
  - genus Nicoletia Gervais, 1844
  - genus Speleonycta Espinasa, Furst, Allen & Slay, 2010
  - Genus Texoreddellia Wygodzinsky, 1973
- Potporodica Protrinemurinae
  - genus Protrinemura Silvestri, 1942
- Potporodica Subnicoletiinae Mendes, 1988
  - genus Allotrinemurodes Mendes, 2002
  - genus Hematelura Escherich, 1906
  - genus Hemitrinemura Mendes, 1994
  - genus Metrinura Mendes, 1994
  - genus Subnicoletia Silvestri, 1908
  - genus Subtrinemura G.B. Smith, 1998
  - genus Trinemura Silvestri, 1908
  - genus Trinemurodes Silvestri, 1916
- Potporodica Wygodinatelurinae
  - genus Dinatelura Silvestri, 1908
  - genus Eluratinda Wygodzinsky, 1970
  - genus Gynatelura Wygodzinsky, 1907
  - genus Linadureta Wygodzinsky, 1970
  - genus Natiruleda Wygodzinsky, 1970
  - genus Pseudatelura Silvestri, 1908
  - genus Rulenatida Wygodzinsky, 1970

## Vanjske poveznice
|  | Zajednički poslužitelj ima još gradiva o temi Thysanura |
|  | Wikivrste imaju podatke o taksonu Thysanura             |